# Pipit jaunâtre
Anthus chii, Anthus lutescens
Espèce
Synonymes
- Anthus lutescens (protonyme)

Statut de conservation UICN

LC : Préoccupation mineure
Le Pipit jaunâtre (Anthus chii) est une espèce de passereaux de à la famille des Motacillidae. 

## Répartition et sous-espèces
Selon la classification de référence du Congrès ornithologique international (15.1, 2025) :
- Anthus chii parvus Lawrence, 1865 — Panama, Colombie et plateau des Guyanes (aire disjointe) ;
- Anthus chii chii Vieillot, 1818 — du littoral brésilien au centre de l'Argentine.

## Taxinomie
Le nom valide complet (avec auteur) de ce taxon est Anthus chii Vieillot, 1818.
Avant 2022, son nom scientifique était Anthus lutescens, mais sur la base d’une étude de 2021, le Congrès ornithologique international (COI) l’a rebaptisé Anthus chii, le nom sous lequel Louis-Pierre Vieillot a décrit cette espèce en 1818, qui a préséance sur le nom Anthus lutescens,.